# Сметало
Сметалото е просто механично устройство за изпълнение на аритметични пресмятания. В близкото минало е задължителна част от обучението на учениците от началното училище. Произходът му е свързан с абака, по-специално с развитието му в Русия.
Представлява рамка, на която са поставени спици, върху които са нанизани топчета по 10 броя на спица. Тези топчета се прехвърлят от едната страна на другата.
Сметалото се разглежда като едно от най-старите изчислителни устройства и се използва до 20 век включително в счетоводството и търговията. С появата на калкулаторите неговото значение намалява и изчезва.

## Система за пресмятане
На сметалото могат да се извършват действията събиране, изваждане, умножение и деление на десетични числа. По-ниските редове са за по-ниските разреди и се преминава към по-високите редове с по-висока степен на числата.
|  | Тази страница частично или изцяло представлява превод на страницата „Счёты“ в Уикипедия на руски. Оригиналният текст, както и този превод, са защитени от Лиценза „Криейтив Комънс – Признание – Споделяне на споделеното“, а за съдържание, създадено преди юни 2009 година – от Лиценза за свободна документация на ГНУ. Прегледайте историята на редакциите на оригиналната страница, както и на преводната страница, за да видите списъка на съавторите. ВАЖНО: Този шаблон се отнася единствено до авторските права върху съдържанието на статията. Добавянето му не отменя изискването да се посочват конкретни източници на твърденията, които да бъдат благонадеждни. |